# Luigi Bonazza
Luigi Bonazza (* 1. Februar 1877 in Arco; † 4. November 1965 in Trient) war ein italienischer Maler.

## Leben
Luigi Bonazza wurde als Sohn des Apothekers Ferdinando Bonazza und dessen adeliger Frau Luigia Saibanti im damals österreichischen Arco in Tirol geboren. In Rovereto besuchte er 1890–1897 die Scuola Reale Superiore Elisabettina, wo er Zeichenstunden bei Luigi Comel erhielt. Anschließend übersiedelte er nach Wien, wo er an der Kunstgewerbeschule bei Felician Myrbach und Franz Matsch studierte. 1901 schloss er mit dem Diplom ab und wurde zunächst Wachmann, um Geld zu verdienen, aber bereits 1903 konnte er ein eigenes Atelier eröffnen. Um 1904–1905 besuchte er Istrien. Die Tänzerin Poldi wurde seine Freundin und zugleich sein Lieblingsmodell. Er nahm im ersten Jahrzehnt des 20. Jahrhunderts an mehreren Ausstellungen in Wien teil (Künstlerhaus 1906, 1907, 1910; Secession 1907, 1908, 1911).
Im Jahre 1912 kehrte Bonazza auf Bitten seiner Mutter in seine Heimat zurück. Er heiratete Ludmilla Rosa Krainer, die er in Wien kennengelernt hatte, und wurde Zeichenlehrer in Trient. 1912–1914 baut er sich ein Haus, an dessen künstlerischer Ausstattung er noch jahrzehntelang arbeiten sollte. Bonazza gründete den Trientiner Künstlerkreis (Circolo Artistico Trentino).
Während des Ersten Weltkrieges flüchtete Bonazza 1915, nach Kriegseintritt Italiens, aus Österreich und wurde Industriedesigner beim Luftfahrtunternehmen Caproni in Vizzola Ticino. Im nahegelegenen Mailand eröffnete er 1917 ein Atelier. Nach Ende des Krieges kehrte er nach Trient zurück, wurde wieder Zeichenlehrer und gründete den Circolo Artistico Trentino neu, der während des Krieges aufgelöst wurde.
Im italienischen Staat nahm Bonazza in den 1920er Jahren an verschiedenen Ausstellungen teil, darunter 1920 an der Biennale in Venedig, und erhielt mehrere öffentliche Aufträge. Nach 1930 wurde sein Stil als nicht mehr zeitgemäß betrachtet, wodurch sein letzter öffentlicher Auftrag ein Fresko am Postgebäude in Trient (1931) war. Er lebte längere Zeit bei seiner Schwester in Torbole am Gardasee. 1944 flüchtete er vor den Kriegsereignissen nach Bosentino. 1946 kehrte er wieder nach Trient zurück. In seinen letzten Lebensjahren musste er infolge einer Augenerkrankung sein Schaffen beenden.
In Trient wurde die Via Luigi Bonazza nach dem Künstler benannt.

## Werk
Bonazza orientierte sich an der Wiener Secession und war stilistisch ein Vertreter des Jugendstils bzw. des Symbolismus. Er behandelte vor allem allegorische, mythologische aber auch religiöse Themen und war daneben auch ein Vertreter der Landschaftsmalerei. Besondere Bedeutung besitzen seine Stahlstiche. Bonazza war lange Jahre sehr erfolgreich, nahm an zahlreichen Ausstellungen teil und wurde von Liebhabern gesammelt.
Eine Sonderstellung nimmt sein Privathaus in Trient ein, an dem er von 1912 bis Anfang der 1950er Jahre gearbeitet hat. Hier versuchte er sein Ideal eines Gesamtkunstwerks zu verwirklichen (ein typisches Anliegen des Jugendstils), indem er Wanddekorationen, Einrichtungsgegenstände und Möbel schuf.
- Orpheus und Eurydike, Öl auf Leinwand, 173 × 375 cm, MART Museo d'arte moderno e contemporanea di Trento e Rovereto (1905)
- Abendstimmung in Wien, Öl auf Leinwand, 77 × 131 cm (1908)
- Jovis Amores, Serie von Stahlstichen (1906–1910)
- Allegorie des Tages, Serie von Stahlstichen (1909–1920)
- Cesare Battisti, Radierung (1916)[1]
- Gabriele D'Annunzio, Radierung (1926)[1]
- Empfang dreier Kardinäle beim Palazzo a Prato zur Zeit des Konzils, Fresko, Palazzo delle Poste in Trient (1932–1933)